# شهرستان سوخاچف
شهرستان سوخاچف (به لهستانی: Powiat Sochaczew) یک شهرستان در لهستان است که در استان ماسوویان واقع شده‌است. شهرستان سوخاچف ۷۳۱٫۰۲ کیلومتر مربع مساحت و ۸۳٬۳۱۸ نفر جمعیت دارد.